# Acacia polystachya
Acacia polystachya är en ärtväxtart som beskrevs av George Bentham. Acacia polystachya ingår i släktet akacior, och familjen ärtväxter. Inga underarter finns listade i Catalogue of Life.